# Johann Baptist Strobl

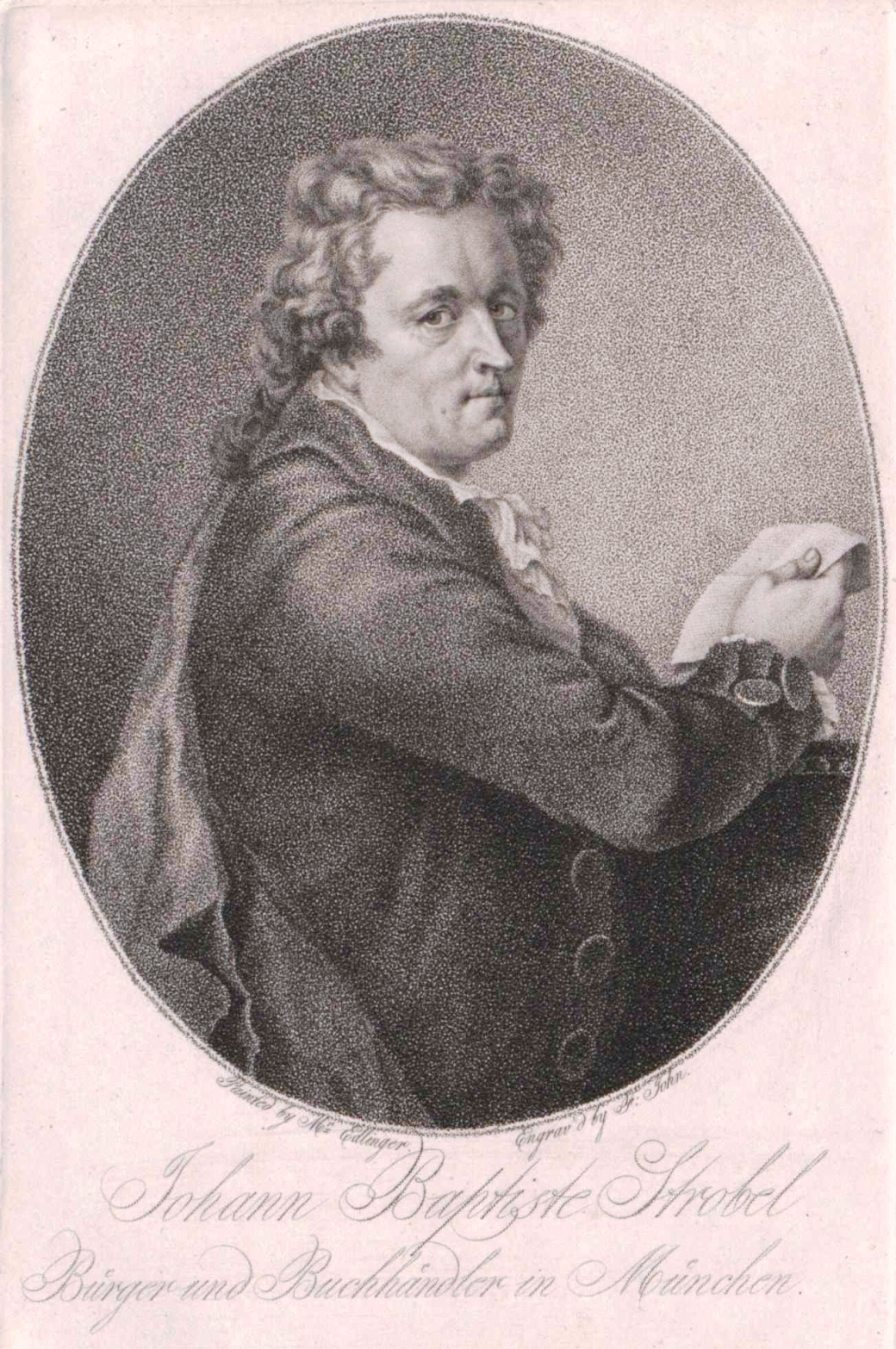
Johann Baptiste Strobel, Stich von Friedrich John nach Johann Georg Edlinger

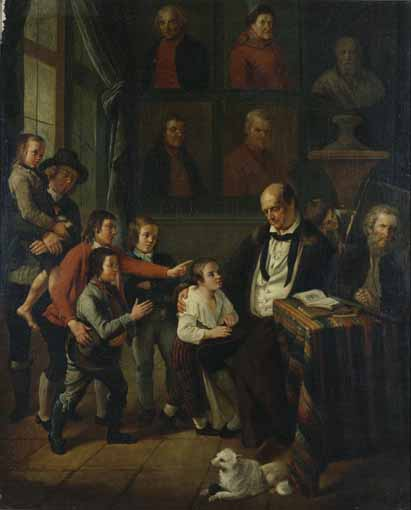
Joseph Hauber (1766–1834): Johann Baptist Strobl. Gemälde in der Porträtsammlung des Münchner Stadtmuseums

Johann Baptist Strobl (auch: Strobel; * 8. März 1746 in Aichach; † 14. November 1805 in München) war ein bayerischer Publizist und Verleger.

## Leben
Johann Baptist Strobl schloss 1767 das Jesuitengymnasium München (heute: Wilhelmsgymnasium München) ab.
Strobl lehrte zunächst am Straubinger Gymnasium, bevor er dann 1777 die Ostensche Verlagsbuchhandlung aufkaufte. 1795 übernahm er das Churbayerische Intelligenzblatt, das er als Plattform für seine patriotischen und aufklärerischen Ziele verwendete. Strobl spielte zudem eine wichtige Rolle im Aufbau des Münchener Verlagswesens und seiner allmählichen Emanzipation von Augsburg. Nachdem er vergeblich versucht hatte, in den Illuminatenorden, eine radikalaufklärerische Geheimgesellschaft, aufgenommen zu werden, publizierte er 1784 anonym zwei anti-illuminatische Polemiken Joseph Marius von Babos und löste damit eine lang anhaltende öffentliche Kontroverse aus, die 1785 zum Verbot der Illuminaten führte.

## Werke
- Briefe zum Gebrauch junger Leute, Straßburg, 1771 (E-Book der Bayerischen Staatsbibliothek München).
- Über Publizität und Pasquill. Eine Denkschrift, Franz, München 1785 (E-Book der LMU München).